# Ferdinand Thürmer
Ferdinand Thürmer (* 16. März 1900 in Meißen; † 17. März 1981 in Braunschweig) war ein deutscher Klavierbauer, Hörfunkintendant und Versicherungskaufmann.

## Leben
Ferdinand Thürmer war Sohn des gleichnamigen Meißener Klavierfabrikanten Ferdinand Thürmer (1871–1955).
Ab Juli 1918 diente er noch als Seekadett in der Kaiserlichen Marine. Er kam auf die Marineschule Mürwik und war auf dem Linienschiff Schlesien bis Kriegsende eingesetzt. Nach der Novemberrevolution studierte er an der Philipps-Universität Marburg und der Universität Innsbruck Rechtswissenschaft. Er wurde am 6. Dezember 1919 im Corps Teutonia zu Marburg und 1920 im Corps Rhaetia recipiert. Als Inaktiver wechselte er an die Ludwig-Maximilians-Universität München und die Universität Leipzig. Nach einer dreijährigen Ausbildung als Klavierbauer trat er in die väterliche Firma ein. 
Zum 1. Mai 1930 trat er der NSDAP bei (Mitgliedsnummer 236.767). Ab 1933 leitete Thürmer beim Reichssender Leipzig die Abteilung Weltanschauung, dann in gleicher Funktion ab März 1939 als Nachfolger für Werner Wolfgang Knoeckel beim Reichssender Frankfurt.
Er trat zum 25. Januar 1935 der SS bei und wurde zum 9. November 1942 zum SS-Hauptsturmführer befördert (SS-Nummer 280.169). Im Protektorat Böhmen und Mähren wurde er ab Frühjahr 1942 und durch Joseph Goebbels benannt Intendant des Rundfunks Böhmen und Mähren in Prag, Leiter des Reichssender Böhmen und damit auch Leiter des Tschechoslowakischen Rundfunks. Er begann eine Umgestaltung des Rundfunks im Protektorat und führte z. B. alle Sender in einer Gesellschaft als Sendergruppe Böhmen und Mähren zusammen. Er sanierte durch die Anhebung der Rundfunkbeiträge den Haushalt der Sendergruppe und konnte darüber hinaus die Gehälter auf Reichsniveau anheben. Das Programm änderte sich. So wurde die Sendereihe „Was wissen Sie von den Juden und Freimaurern?“ abgesetzt und politische Sendungen wurden zurückgedrängt. Die Sendezeiten in tschechischer Sprache gingen zwar zurück, aber der Anteil an Musik im Gesamtprogramm nahm unter der Leitung Thürmers zu.
Mit dem Beginn des Prager Aufstands war das Rundfunkhaus lange umkämpft. Das Programm konnte aber erst mal weiter gesendet werden. Thürmer wurde während der Kämpfe verhaftet und Ende Mai 1945 an den sowjetischen Geheimdienst NKWD überstellt. 1945 kam er in sowjetische Kriegsgefangenschaft, aus der er nach vier Jahren entlassen wurde. Ab 1950 war er Versicherungskaufmann bei der Karlsruher Lebensversicherung, zunächst in Goslar, dann als Bezirksdirektor in Braunschweig.
Verheiratet war er seit 1924 mit Annemarie geb. Mauve aus Kassel.